# 두루마리 (동양)
두루마리(영어: handscroll)는 동아시아에서 서예나 그림을 그리는 데 쓰이는 길고 좁은 수평 두루마리 형태이다. 두루마리는 보통 길이가 수 미터에 달하고, 높이는 25~40 cm 정도이다. 두루마리는 일반적으로 오른쪽 끝에서 왼쪽으로 읽거나 본다. 이런 종류의 두루마리는 테이블 위에 평평히 놓고 여러 부분으로 나누어 읽거나 보도록 만들어졌다. 따라서 이러한 형태는 연속적인 서사나 여정을 묘사할 수 있도록 한다.
동아시아 회화의 전통적인 대안 형식은 족자인데, 이 경우 길이는 그다지 길지 않다.

## 같이 보기
- 두루마리
- 서예

## 더 읽을거리
- Transcultural Ink: The Realm of Infinite Subtleties. The Handscroll Experience.